# ریزغوک بورنئویی
ریزغوک بورنئویی (نام علمی: Microhyla borneensis)، (مترادف کوچک: Microhyla nepenthicola)، همچنین به‌عنوان قورباغه دهان‌باریک ماتانگ شناخته می‌شود، گونه‌ای از قورباغه‌های دهان‌باریک است که در محدوده ماتانگ (Matang) در ساراواک، بورنئو یافت می‌شود. این قورباغه زمانی کوچک‌ترین قورباغه شناخته‌شده از جهان قدیم بود (دارنده رکورد کنونی ریزقورباغه آمائو از گینه‌نو است). نرهای بالغ این گونه دارای طول پوزه - پارگین ۱۰/۶ تا ۱۲/۸ میلی‌متر هستند، اما نرهای بالغ می‌توانند حداکثر به ۱۳ میلی‌متر برسند و در ماده‌های بالغ این گونه، طول پوزه - پارگین ۱۶ تا ۱۹ میلی‌متر می‌باشد، اندازه نوزاد قورباغه فقط ۳ میلی‌متر است.

## کشف
توصیف گونه ریزغوک بورنئویی اولین بار توسط هامپتون پارکر (Hampton Wildman Parker) در سال ۱۹۲۸ صورت گرفت. قورباغه‌هایی از گونه‌ای که در نهایت به‌عنوان ریزغوک گیاه‌پارچ (Microhyla nepenthicola) توصیف شد، حداقل ۱۰۰ سال قبل از توصیف آن در سال ۲۰۱۰ شناخته شده بودند. محققان داس [fr] و الکساندر هاس با شنیدن صدای قورباغه‌ها در پارک ملی کوبا متوجه شدند که در واقع بالغ بوده‌اند، زیرا فقط قورباغه‌های بالغ صدا می‌زنند. نرهای بالغ هنگام غروب از گیاه‌پارچ‌ها صدا می‌زنند. با این حال، در سال ۲۰۱۱ نشان داده شد که ریزغوک گیاه‌پارچ و ریزغوک بورنئویی یک گونه هستند. چیزی که تا آن زمان معمولاً به‌عنوان ریزغوک بورنئویی شناخته می‌شد، گونه دیگری بود که به تازگی به‌عنوان ریزغوک مالانگ (Microhyla malang) توصیف شد.
کوچک‌ترین گونه‌های قورباغه جهان قدیم شناخته شده قبل از توصیف ریزغوک گیاه‌پارچ، شامل استامفیا پیگمی (Stumpffia pygmaea) با طول پوزه - پارگین ۱۰ تا ۱۲/۵ میلی‌متر و استامفیا تریداکتیل (Stumpffia tridactyla) با طول پوزه - پارگین ۸٫۶ تا ۱۲ میلی‌متر می‌باشد.

## شرح
ریزغوک بورنئویی گونه‌ای بسیار کوچک با طول پوزه - پارگین حدود ۱۸ میلی‌متر برای ماده‌ها و حدود دو سوم آن برای نرها است. دارای بدنی مثلث‌مانند است که از ناحیه پشتی و شکمی صاف شده‌است. پوزه نوک‌تیز است، چشم‌ها کوچک و مردمک‌های گرد دارد و اتاقک آواساز دیده نمی‌شود. پوست سطح پشتی ممکن است صاف یا غده‌ای باشد و پوست سطح شکمی همیشه صاف بوده و اندام کوتاه است. دست‌ها بدون تنیدگی و ارقام بیرونی کفگیری هستند. ارقام پا تا حدی تنیده هستند. سطح پشتی این قورباغه قرمز مایل به قهوه‌ای، گلو قهوه‌ای خالدار و سطح شکمی رنگ پریده‌است.

## پراکندگی و زیستگاه
ریزغوک بورنئویی از رشته کوه ماتانگ در ساراواک، بورنئو، شناخته شده‌است، اما احتمالاً در زیستگاه‌های مناسب در مناطق پست شمال بورنئو گسترده‌است. ریزغوک بورنئویی در نزدیکی کوه سراپی در پارک ملی کوبا، ساراواک، بورنئو یافت می‌شود. بخش زیادی از چرخه زندگی خود را در تله‌های گیاه‌پارچ قمقمه‌ای می‌گذراند که به نام آن نامگذاری شده‌است؛ بنابراین یک درون‌زیاگان گیاه‌پارچ در نظر گرفته می‌شود. این امر به‌ویژه غیرعادی نیست. در واقع، این محیط با گونه‌ای از عنکبوت خرچنگی گیاه‌پارچ (Misumenops nepenthicola) که معمولاً در پارچ‌های گیاه‌پارچ نیز یافت می‌شود، مشترک است و به‌همین دلیل نامی مشابه دارد. ریزغوک بورنئویی نسبت به اکثر قورباغه‌ها تارهای کمتری روی پاهای خود دارد، که ممکن است هنگام تلاش برای بالا رفتن از کناره‌های گیاه‌پارچ که ممکن است لغزنده باشند، مفید باشد.

## زیست‌شناسی
ریزغوک بورنئویی در پارچ‌های پر از آب گیاه‌پارچ قمقمه‌ای یک گیاه‌پارچ که از ویژگی‌های کف جنگل‌های بارانی بورنئو است، تولیدمثل می‌کند. ممکن است چندین کلاچ در یک پارچ قرار داده شود که ممکن است شامل بچه قورباغه‌هایی با سنین مختلف باشد. دگردیسی حدود دو هفته پس از گذاشتن تخم‌ها صورت می‌گیرد.

## وضعیت
این قورباغه به‌ندرت دیده می‌شود، شاید به‌دلیل جثه کوچک و ظاهر نامحسوسش. تصور می‌شود که تعداد آن به کندی کاهش می‌یابد، اما اتحادیه بین‌المللی حفاظت از طبیعت (IUCN) آن را به‌عنوان «کمترین نگرانی» ارزیابی می‌کند زیرا معتقد است که نرخ کاهش برای توجیه فهرست کردن آن در دسته‌ای در معرض تهدید کافی نیست. هیچ تهدید خاصی برای این گونه شناسایی نشده‌است.[۱]